# Vejle-Holstebro-banen
Vejle-Holstebro-banen er en statsbanestrækning i det centrale Jylland fra Vejle via Brande og Herning til Holstebro. Banen kaldes også den skrå bane  og er ligesom Langå-Bramming-banen blevet kaldt Diagonalbanen og den skæve bane.

## Historie
Vejle-Give Jernbane blev åbnet som privatbane i 1894.
Fra Fredericia til Holstebro/Struer kunne man dengang kun komme ad omveje: via Langå-Struer-banen eller via Esbjerg og den vestjyske længdebane. En diagonal strækning midt gennem Jylland til Holstebro blev foreslået af en jernbanekommission i 1899, nemlig i form af en statsbane fra Give til Holstebro samt overtagelse af privatbanen Vejle-Give. Lovforslag blev fremsat i 1900, men Rigsdagen ville kun bevilge strækningen Holstebro-Herning i lov af 27. april 1900. Denne strækning blev indviet den 11. oktober 1904.
Næste afsnit kom med i den store jernbanelov af 1908, hvor både strækningen fra Herning til Give, samt overtagelse af privatbanen videre til Vejle var med. Give-Herning blev åbnet den 1. januar 1914, og strækningen til Vejle blev overtaget den 1. oktober 1914. Privatbanestrækningen blev ombygget til statsbanestandard, og endestationen Vejle Nord blev flyttet til Vejle H.
I 1933 blev strækningen gennem Vejle flyttet op på en viadukt (højbane) igennem byen.
Strækningen fik nye sikringsanlæg i 1969-1970 og igen i 1980-1981, og den er senest blevet udstyret med ATC-togstop.
Strækningen blev udstyret med ERTMS niveau 2 i sommeren 2022. Overgangen til det nye signalsystem påbegyndtes i maj 2022.

## Strækningen
- Vejle Station (Vj), forbindelse med den østjyske længdebane Fredericia-Aarhus
- Vejle Sygehus Station (Vjs), trinbræt oprettet 1993
- (Vejle Nord Station (Vé), udgangspunkt for privatbanerne Vejle-Give og Vejle-Grindsted, nedlagt som trinbræt 1970)
- (Grejsdal Station (Ges), nedlagt i 1970, nu fjernstyret krydsningsstation)
- (Højgård Billetsalgssted (Høg), nedlagt i 1963)
- (Hørup Station (Hør), trinbræt fra 1958, nedlagt 1963)
- Jelling Station (Jl)
- (Mølvang Station (Mg), nedlagt 1965)
- (Gadbjerg Station (Gg), trinbræt fra 1969, nedlagt i 1979, nu fjernstyret krydsningsstation)
- (Farre Station (Far), trinbræt fra 1969, nedlagt 1979)
- Give Station (Gw)
- Thyregod Station (Tü), tidligere forbindelse til Horsens Vestbaner, trinbræt fra 1973 og fjernstyret krydsningsstation
- Brande Station (Bb), tidligere forbindelse til Langå-Bramming-banen til Bramming/Silkeborg-Langå.
- (Fasterholt Station (Ft), trinbræt fra 1973, nedlagt i 1979, nu fjernstyret krydsningstation)
- (Søbylund Trinbræt (Sbt), nedlagt 1971)
- (Kølkær Station (Ke), trinbræt fra 1972, nedlagt 1979, nu fjernstyret krydsningsstation.
- (Nørre-Kollund Billetsalgsted (Ku) (Kollund fra 1914 til 1929), trinbræt fra 1966, nedlagt 1971)
- Herning Station (Hr), forbindelse til Skjern og Silkeborg-Skanderborg tidligere til Viborg
- Gødstrup Station (Gp), genåbnet
- (Skibbild Station (Ib), trinbræt fr 1969, nedlagt 1971, nu fjernstyret krydsningsstation)
- Vildbjerg Station (Id)
- (Troelstrup Trinbræt (Trt), nedlagt i 1950'erne)
- Avlum Station (Uu), trinbræt fra 1973, fjernstyret krydsningsstation
- Tvis Station (Ts), trinbræt fra 1971, nedlagt 1979, nu fjernstyret krydsningsstation
- Sønderport Billetsalgssted (Søp), trinbræt fra 1968, nedlagt i 1979, tidligere udgangspunkt for Ringkøbing-Ørnhøj-Holstebro Jernbane.
- Holstebro Station (Ho), strækningen møder den vestjyske længdebane og togene forsætter til Struer

Højeste hastighed på strækningen er 120 km/t.

## Trafikken
Strækningen betjenes af Arriva som Vejle-Thisted, samt fire gange dagligt af DSB med InterCityLyn mellem Struer og København.